# Casa Saperas
La casa Saperas és un edifici modernista situat a la cantonada de la plaça de Sant Joaquim, 8 i el carrer de Septimània, 53, al barri del Farró de Barcelona. Està catalogat com a bé amb elements d'interès (categoria C).

## Història
Construïda el 1879, el 1910 el mestre d'obres Ramon Ribera i Rodríguez la va reformar per a Enric Hugas, un ric inversor propietari de diverses cases, algunes al carrer de Vallirana, com són les dels números 55, 56 i 75.

## Descripció
Consta de planta baixa i tres pisos amb un àtic retirat de la façana i coberta plana. A les façanes destaquen tant els encerclats de les obertures (especialment el coronament, sota els balcons), les baranes d'aquests i del terrat i el tractament dels paraments de façanes, d'estuc, imitant pedra.